# Vuk Karadžić
Vuk Stefanović Karadžić (Servisch: Вук Стефановић Караџић) (Tršić, 7 november 1787 - Wenen, 7 februari 1864) was een Servische linguïst en taalhervormer. Hij geldt als de grondlegger van de moderne Servische (Servo-Kroatische) literaire standaardtaal.

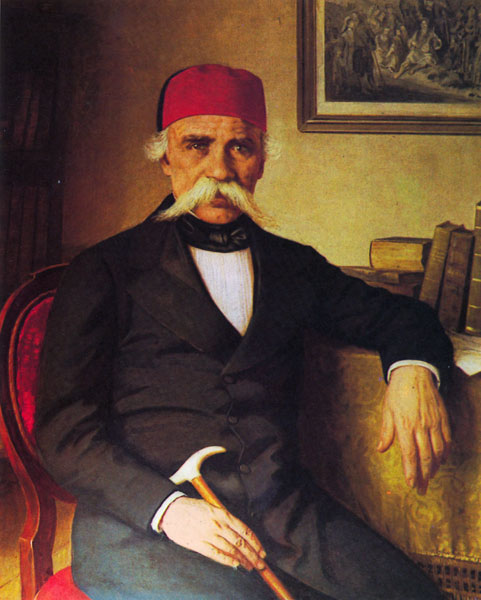
Vuk Stefanović Karadžić

## Leven en werk
Karadžić werd geboren in het dorp Tršić, in de buurt van Loznica. Zijn voornaam "Vuk" betekent "wolf"; deze naam kreeg hij omdat al zijn broers en zussen gestorven waren aan tuberculose, waardoor hij de enige overlevende was. Lezen en schrijven leerde hij in het klooster van Tronoša, verder schoolde hij zichzelf. Hij nam deel aan Servische opstanden tegen de Ottomaanse bezetting, die hij ook gedetailleerd beschreef.
Karadžić hervormde de Servische literaire taal en standaardiseerde het Servische cyrillische alfabet door strikte fonologische principes te hanteren. Dit maakte het alfabet tot een van de meest gebruiksvriendelijke in de wereld.
Karadžić moderniseerde de taal en bracht ze dichter bij de gesproken volkstaal, in het bijzonder het dialect van de oostelijke Herzegovina, zijn eigen dialect. Hierdoor nam hij afstand van het voorheen invloedrijke Russische en Servische Kerkslavisch. Karadžić was, samen met Đuro Daničić, de belangrijkste Servische ondertekenaar van het akkoord van Wenen van 1850, dat, aangemoedigd door de Oostenrijkse autoriteiten, de basis vormde van het latere Servo-Kroatisch.
Hoewel Karadžić' spelling bedoeld was voor het Servisch, week zijn fonologie enigszins af van wat (tegenwoordig) als typisch Servisch wordt gezien, aangezien deze gebaseerd was op een Jekavisch dialect. Tegenwoordig geldt Jekavisch als typisch westelijk (Kroatië en Bosnië), terwijl Servisch Ekavisch is. De door Karadžić ontwikkelde spellingsprincipes vonden ook ingang in de Kroatische spelling, waar ze ook tot op de dag van vandaag worden toegepast.
Karadžić stelde ook enkele bloemlezingen van de Servische volksliteratuur samen. Voor zijn werk kreeg hij weinig financiële ondersteuning, waardoor hij soms in armoede moest leven. Hij stierf in Wenen.
De Orde van Vuk Karadžić voor kunst, cultuur en onderwijs werd naar hem vernoemd.

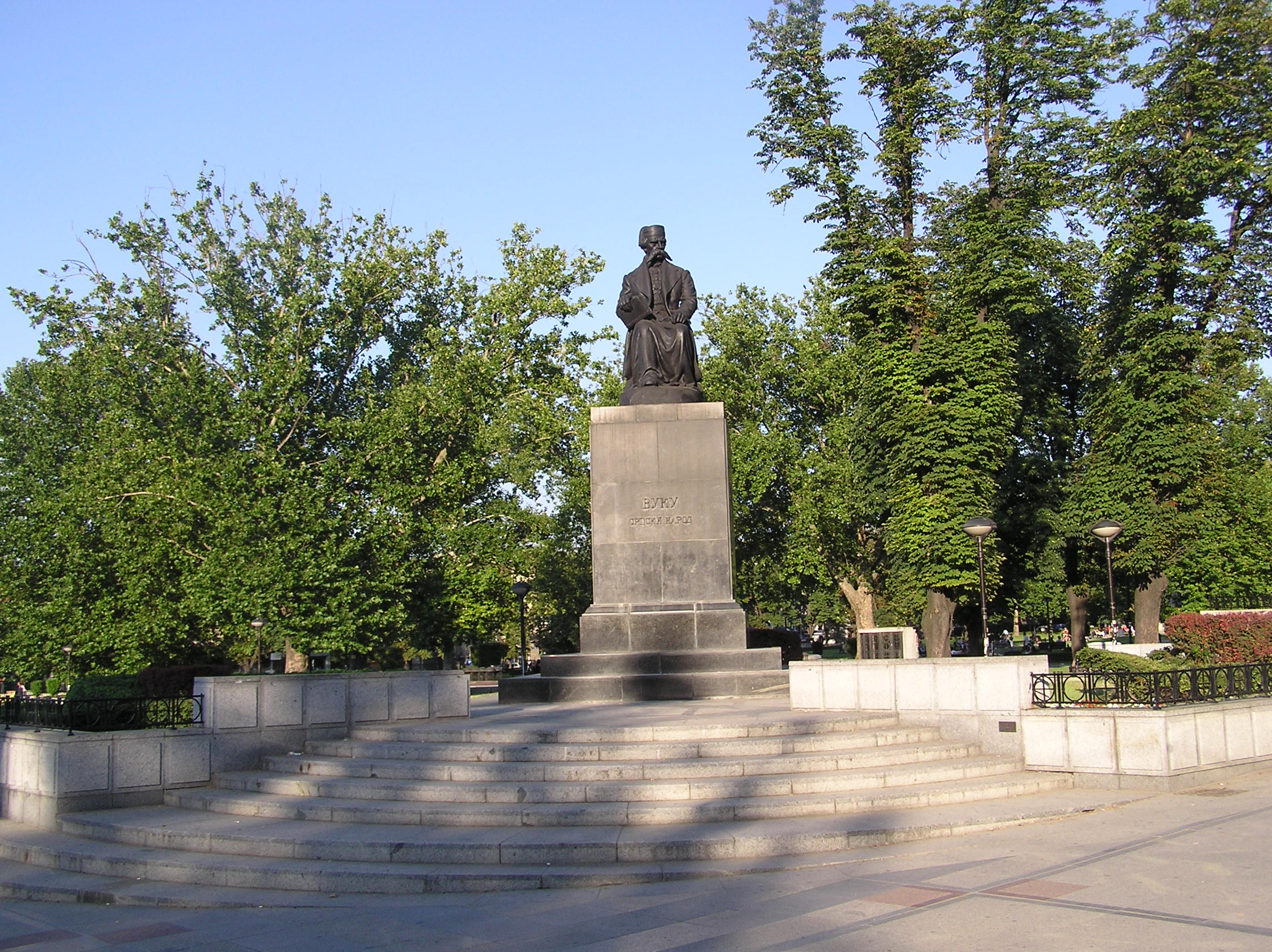
Monument ter ere van Vuk Karadžić in Belgrado ("Vukov spomenik")

## Belangrijkste publicaties
- Pismenica srpskoga jezika Servische grammatica (1814)
- Srpski rječnik Servisch woordenboek (1e ed. 1818, 2e ed. 1852)
- Novi Zavjet Nieuwe Testament (vertaling in het Servisch) (1e ged. ed. 1824, 1e complete ed. 1847, 2e ed. 1857)
- Srpske narodne priče Servische volksverhalen (1821, 1853, 1870 e.a.)
- Narodne srpske pjesme Servische volksliederen, (deel 1 1841)
- Srpsko epsko pjesništvo Servische epische poëzie (1845 e.a.)
- Deutsch-Serbisches Wörterbuch (1872)

## Motto
"Schrijf zoals je praat en lees zoals het is geschreven"

"Piši kao što govoriš i čitaj kako je napisano"
Hoewel dit citaat vaak aan Vuk Karadžić wordt toegeschreven, is het in werkelijkheid een spellingsprincipe dat ontwikkeld werd door de Duitse taalkundige Johann Christoph Adelung. Karadžić gebruikte het principe slechts om zijn taalhervorming door te drukken.
Het toeschrijven van het citaat aan Karadžić is een in Servië wijdverbreid misverstand. De Universiteit van Belgrado neemt in het toelatingsexamen voor de faculteit der letteren soms een vraag over de oorsprong van het citaat op, als strikvraag.